# Кинтана, Хулио
Ху́лио Кинта́на (исп. Julio Quintana; 13 июля 1904, Перу — 16 июня 1981) — перуанский футболист, полузащитник, участник чемпионата мира 1930 года (как запасной игрок).

## Карьера

### Клубная
Хулио Кинтана играл за клуб «Альянса Лима» в чемпионате Перу.

### В сборной
В 1930 году вошёл в состав национальной команды для участия в первом чемпионате мира, однако на поле не выходил.